# Ditt ord är en lykta
Ditt ord är en lykta är en psalm med text ur Psaltaren 119:105 och musikskriven 1995 av Jörgen Martinson.

## Publicerad i
- Psalmer och Sånger 1987 som nummer 854 under rubriken "Psaltarpsalmer och andra sånger ur Bibeln".[1]